# Ахмаднагарский султанат
Ахмаднагарский султанат — исламское государство на территории Индии, существовавшее в западной части страны в 1490—1636 годах. Один из Деканских султанатов. Ахмаднагарский султанат выделился из состава Бахманидского султаната в период его ослабления. В 1633 (окончательно в 1636) году был включён в состав Империи Великих Моголов.

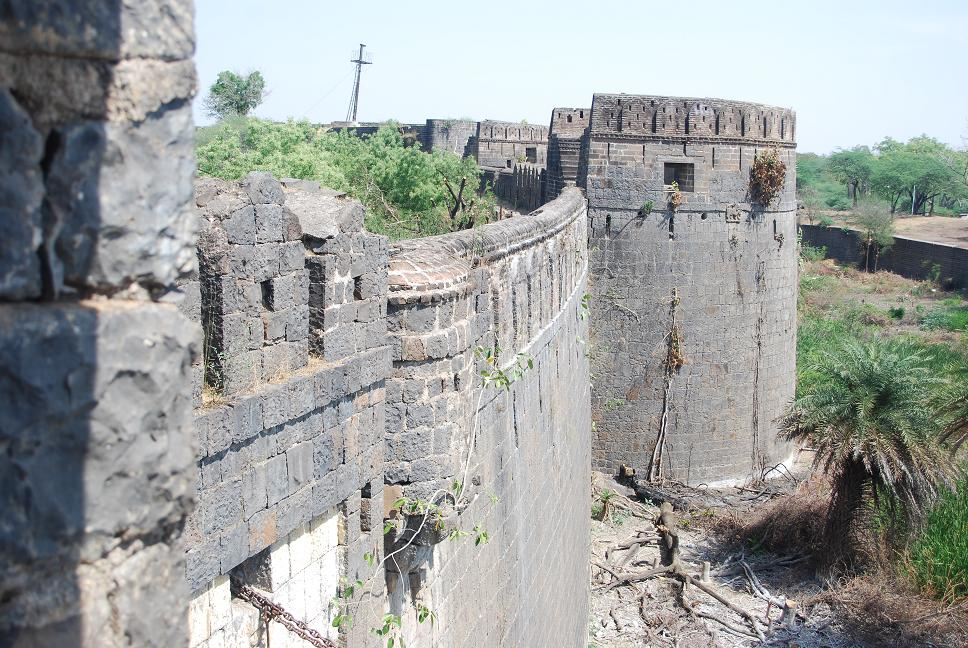
Ахмаднагарская крепость — резиденция султанов, возведённая Ахмадом Низам-шахом I.

## Возникновение и развитие султаната
Основателем Ахмаднагарского султаната был бахманидский наместник Джуннара Малик Ахмад Бакр, который в 1490 году провозгласил себя независимым султаном под именем Ахмада Низам-шаха и в 1494 году основал город-крепость Ахмаднагар, ставший его столицей.
Наследники Ахмада Низам-шаха I часто воевали с султанами Биджапура и правителями Виджаянагара. Султан Бурхан Низам-шах I (1510—1553) после неудачной войны с Виджаянагарской империей вступил в противобиджапурский союз с императором Виджаянагара Садашивой. После того как Бурхан Низам-шах вторгся в Биджапурский султанат и захватил Солапур, он повёл войска на сам город Биджапур, однако потерпел неудачу. В 1537 году Бурхан Низам-шах I перешел в шиизм.
Следующий султан, Хусайн Низам-шах I (1553—1565), осознав угрозу со стороны Виджаянагарской империи, присоединился к четырём султанатам Декана, объединившимся в антивиджаянагарский союз, и сражался в битве при Таликоте (1565), в которой Виджаянагар потерпел сокрушительное поражение. Преемники Хусайн Низам-шаха I были не самыми способными правителями. Его сын, султан Муртаза Низам-шах I (1565—1588) самоустранился от ведения государственных дел и вёл легкомысленный образ жизни. Несмотря на это, его военачальникам удалось в 1572—1574 годах присоединить к Ахмаднагару Берарский султанат. При нём Ахмаднагарский султанат был ещё достаточно могущественным государством, однако затем последовал упадок.

## Война с моголами и гибель султаната

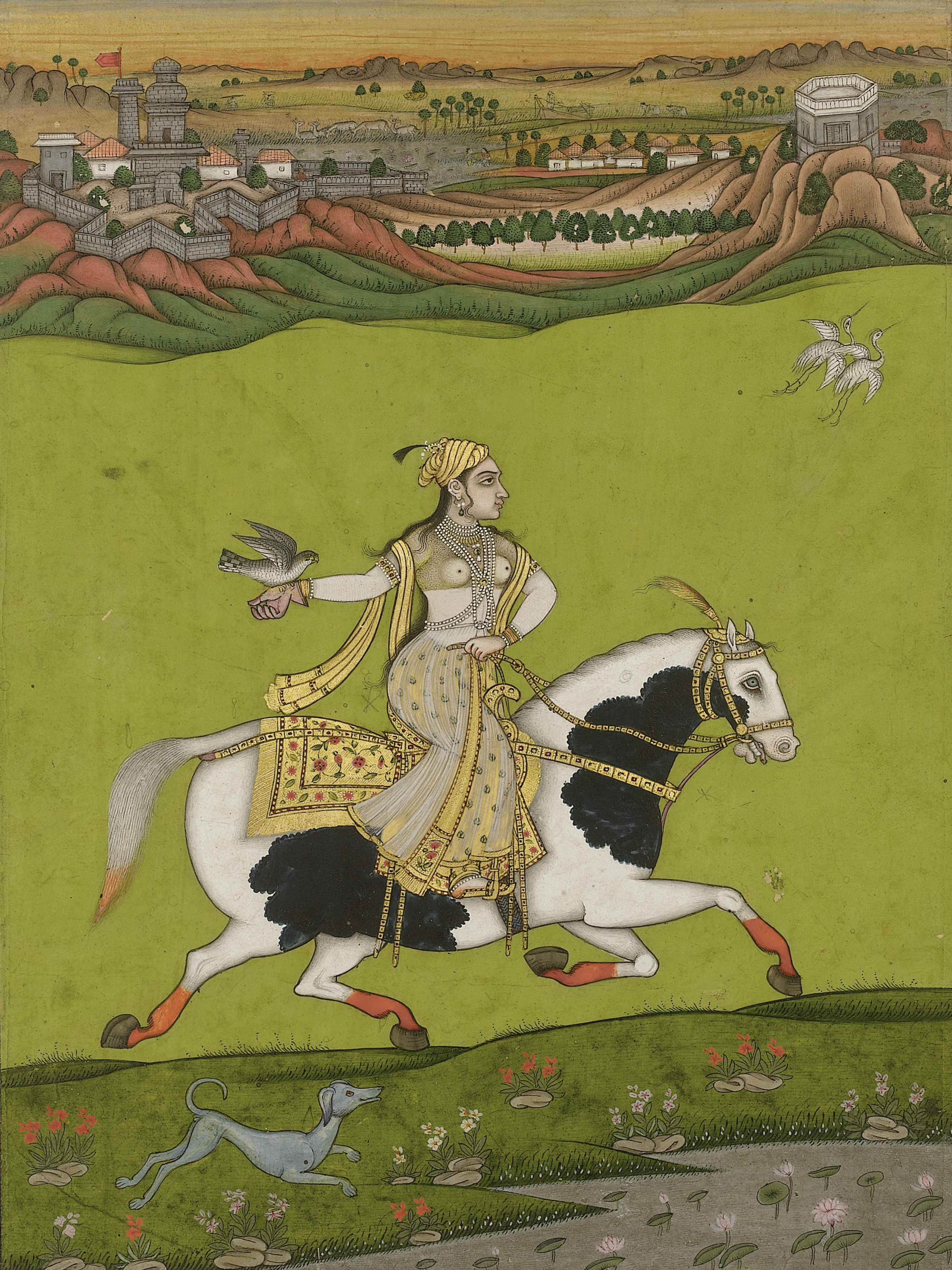
Чанд Биби — индийская героиня, принцесса-регент, руководившая обороной Ахмаднагара от войск падишаха Акбара в 1596 и 1599 годах.

В 1595 году падишах Великих моголов Акбар I Великий направил против Ахмаднагарского султаната огромное войско под командованием своего полководца «хан-и ханана» Абд ар-Рахима и шахзаде Султан Мурада-мирзы. Они осадили хорошо укреплённый Ахмаднагар, но взять город не смогли, поскольку на помощь осаждённым пришли союзные войска из Биджапура. В 1596 году был заключен мирный договор, условия которого были крайне тяжелы для Ахмаднагара: Берар переходил под власть падишаха Акбара, а султан Ахмаднагара Бахадур Низам Шах признавался вассалом Империи Великих моголов. Очевидно, условия этого договора не удовлетворили его стороны, поскольку в том же году война возобновилась.
В 1597 году могольские войска разбили объединённые силы Ахмаднагара и Биджапура на р. Годавари в районе Супе. В 1599 году могольская армия вновь осадила Ахмаднагар. Как и при первой осаде, обороной города руководила принцесса Чанд Биби, бывшая регентшей при своём малолетнем племяннике Бахадур Низам Шахе. Закованная в броню и под вуалью Чанд Биби лично принимала участие в защите города и стала народной героиней индийских преданий и произведений индийских поэтов. В августе 1600 года осаждённый Ахмаднагар был взят приступом. Султан Бахадур Низам-шах был схвачен и брошен в тюрьму, однако на большей части территории султаната сохранилась власть Низам-шахов. Полководец Малик Амбар, бывший раб эфиопского происхождения, перенёс столицу султаната в Харки и в том же году провозгласил новым султаном представителя боковой ветви династии Муртазу Низам-шаха II.
На следующем этапе борьбы с могольским завоеванием Декана фактическому правителю Ахмаднагарского султаната Малику Амбару удалось сформировать антимогольскую коалицию, в которую кроме Ахмаднагара вошли Биджапурский и Голкондский султанаты. Несмотря на это, в 1620 году могольские войска захватили и разрушили Харки. Малику Амбару пришлось уступить падишаху Джахангиру всю захваченную моголами территорию и согласиться на единовременную уплату дани (назрана). Столица султаната была перенесена в Даулатабад.
Умерший в 1626 году Малик Амбар передал власть над султанатом своему сыну Фатх-хану. Султан Бурхан Низам-шах III решил освободиться из-под опеки Фатх-хана и приказал заключить его в тюрьму. Однако наёмные войска воевали плохо без своего полководца и в короткий срок моголы захватили у султана несколько важных крепостей. Бурхан Низам-шах III решил освободить Фатх-хана и вновь возвёл его в должность первого министра. Воспользовавшись случаем, Фатх-хан в 1631 году убил султана Бурхана Низам-шаха вместе с 23 его ближайшими вельможами и провозгласил султаном его 11-летнего сына Хусайна Низам-шаха III.
Падишах Великих моголов Шах-Джахан, следуя традиции своих предшественников, отправил войска на Ахмаднагарский султанат. В 1633 году могольские войска осадили Даулатабад. Фатх-хан тут же признал верховную власть моголов, приказав читать хутбу и чеканить монету с именем падишаха Шах-Джахана. Султан Хусайн Низам-шах III был выдан моголам и отправлен ими в заточение в Гвалиорский форт. Против моголов, однако, выступили маратхи во главе с раджой Шахджи, который при поддержке султана Биджапура провозгласил султаном Ахмаднагара полностью подчинявшегося ему Муртазу Низам-шаха III. Султан Биджапура Мухаммад Адил-шах при этом отторг у Ахмаднагара сильную крепость Паренду.
Когда в 1636 году из Дели прибыла новая могольская армия падишаха Шах-Джахана, султаны Голконды и Биджапура признали его сюзеренитет и согласились платить дань. Большая часть территории Ахмаднагарского султаната вошла в состав Империи Великих Моголов, а остальная часть была передана султану Биджапура. Могольские войска при содействии Биджапура окружили Шахджи в Северном Конкане, после чего Шахджи сдал моголам занятые им крепости и выдал им султана Муртазу Низам-шаха III. За всё это султан Биджапура пожаловал Шахджи округ Пуны в качестве джагира. Ахмаднагарский султанат прекратил своё существование.